# Nogais
O povo Nogai, (também escrito como Nogay, Noghai, por vezes chamados de Mongóis do Cáucaso), é um povo do grupo de línguas turcas, e um importante grupo étnico na região do Daguestão que fala a língua nogai, também turco. Os nogais são descendentes de quipchacos os quais se mesclaram com seus conquistadores mongóis e formaram a Horda Nogai no século XV.

## Divisão dos Nogais
Os Nogais estão divididos nos seguintes sub-grupos:
- Nogais do Kuban - Habitam o norte do Mar de Azov.
- Nogais Cedişkul (Jedishkul) - Habitam o norte da Crimeia, atual Ucrânia.
- Nogais Bucak - Do rio Danúbio ao rio Dniester.
- Nogais Camboyluk (Jamboyluk) - Habitam as terras do rio Bug ao início da Península da Criméia.
- Nogais Cedsan (Jedsan) - Habitam uma área que se estende do rio Dniester ao rio Bug.

## História
- Artigo principal: Horda Nogai

O nome Nogai deriva-se de Nogai, um poderoso general da Horda de Ouro, aonde foi muito influente no final do Século XIII.
A Horda Nogai se separou da Horda de Ouro em 1396 e apoiou o Canato de Astrakhan, e após a conquista deste por Ivã o Terrível em 1556, eles passaram a apoiar o Canato da Crimeia. Os Nogais protegiam as fronteiras norte do Canato, e através de ataques organizados ao norte das estepes impediram o povoamento eslavo da área. Muitos Nogais migraram para a Crimeia para servir à cavalaria de seu khan. Também vieram como colonos, contribuindo para a formação dos Tártaros da Crimeia. No entanto, os Nogais não apenas eram bons soldados, e viviam de butim. Eles tinham notáveis habilidades agrícolas, e aperfeiçoaram técnicas como crescimento de grama e irrigação nas estepes áridas aonde habitavam. Cultivavam também trigo de primavera e milho resistente à seca. Eles criavam vários rebanhos e migraram sazionalmente em busca de melhores pastos para seus animais. Os Nogais eram orgulhosos de suas tradições nômades e sua independência em relação aos povos sedentários. Após a Anexação da Criméia pela Rússia em 1783, a terra pastoral dos Nogais foram ocupadas por colonos eslavos, já que os Nogais não tinham residência fixa.
Após confiscar a terra antes habitada pelos Nogais, o Governo Russo forçou os Nogais a se fixar através de vários métodos, como queimar suas tendas e limitando sua liberdade de movimento. O general russo Suvorov aniquilou vários milhares de rebeldes Nogais do Kuban em 1783. Então várias tribos Nogais se refugiaram entre os Circassianos na época. Outros clãs Nogais começaram a emigrar para o Império Otomano em grandes números, seguindo duas rotas. Estima-se que 7000 Nogais das Hordas Bucak e Cedsan estabeleceram-se em Dobruja antes de 1860. A maioria destes Nogais demais re-emigraram para a Anatólia.
Alguns clãs das Hordas Camboyluk e Kuban migraram na direção oeste para o sul da Ucrânia, passando o inverno junto com seus co-étnicos em 1859. Eles imigraram seja pelos portos de Feodosia e Kerch ou cruzando as estepes Buçak para Dobruja. 50.000 dos aproximadamente 70.000 Nogais do Kuban e da região adjacente Stavropol deixaram a Rússia para o Império Otomano nesse período. Eles induziram os Nogais da Criméia que viviam nos distritos de Evpatoria, Perekop e ao norte de Simferopol e do sul da Ucrânia para emigrarem também. 300000 Tártaros da Crimeia no ano de 1860. Similarmente, 50000 Nogais desapareceram do sul da Ucrânia no ano seguinte. Outros clãs Nogais emigraram diretamente do Cáucaso para a Anatólia, junto com os Circassianos.